# Gert Henrici
Gert Henrici (* 18. Januar 1941 in Küstrin; † 10. Januar 2025 in Bielefeld) war ein deutscher Romanist, Germanist, Linguist und Hochschullehrer.

## Leben und Wirken
Nach seiner Reifeprüfung 1961 in Bielefeld studierte Gert Henrici u. a. Romanistik, Germanistik, Linguistik und Phonetik und zwar von 1961 bis 1970 an der Universität zu Köln, unterbrochen von einem Studienaufenthalt an der Universität Dijon von 1962 bis 1963. Das Staatsexamen für das Lehramt an Realschulen legte er 1966 in Köln ab, die Lehramtsexamen für Gymnasien 1968 bzw. 1970. Von 1968 bis 1970 arbeitete Henrici als Realschullehrer in Bonn und von 1970 bis 1971 war der Gymnasiallehrer in Erftstadt. Ab 1971 war er dann wissenschaftlicher Mitarbeiter im Bereich Linguistik/Literaturwissenschaft an der Universität Bielefeld, wo er 1973 bei Harald Weinreich promovierte. Von 1973 bis 1982 war Henrici dort Akademischer Rat bzw. Oberrat am Sprachenzentrum und habilitierte sich 1978 für Linguistik und Sprachdidaktik. Ab 1979 hatte er eine Professur für Didaktik der Fremdsprachen und Deutsch als Fremdsprache an der Universität Bielefeld inne. Gastprofessuren führten ihn u. a. 1987 an die University of Queensland in Brisbane und 1989/90 an die Universität von Antananarivo.
Gert Henrici veröffentlichte u. a. wichtige Schriften zur deutschen Sprache als Fremdsprache.

## Veröffentlichungen (Auswahl)
- Aspekte sprachlichen und literarischen Unterrichts in Universität, Bezirksseminar und Schule. Eine Dokumentation. Cornelsen-Velhagen & Klasing, Berlin 1973, ISBN 3-464-00617-4.

- Die Binarismus-Problematik in der neueren Linguistik (= Linguistische Arbeiten, Bd. 28). Niemeyer, Tübingen 1975, ISBN 3-484-10237-3.
- (Hrsg.): Linguistik und Sprachunterricht. Beiträge zur curricularen Stellung der Linguistik im Sprachunterricht (= Informationen zur Sprach- und Literaturdidaktik, Bd. 9). Schöningh, Paderborn 1976, ISBN 3-506-74059-8.
- (mit Hartmut Klinger): Linguistik – Lehrer – Sprachunterricht (= Monographien Literatur + Sprache + Didaktik, Bd. 15). Scriptor-Verlag, Kronberg/Ts. 1976, ISBN 3-589-20507-5.
- Sprachunterricht in der Lehrerausbildung. Theorie und Praxis einer Pädago-Linguistik (= Pragmalinguistik, Bd. 20). Beltz, Weinheim 1979, ISBN 3-407-55012-X.
- Studienbuch. Grundlagen für den Unterricht im Fach Deutsch als Fremd- und Zweitsprache (und anderer Fremdsprachen). Eine Auswahl (= Studienbücher zur Sprach- und Literaturdidaktik, Bd. 4). Schöningh, Paderborn 1986, ISBN 3-506-78704-7.
- (mit Brigitte Herlemann): Mündliche Korrekturen im Fremdsprachenunterricht. Goethe-Institut, München 1986.
- (Hrsg., mit Uwe Koreik): Deutsch als Fremdsprache. Wo warst Du, wo bist Du, wohin gehst Du? Zwei Jahrzehnte der Debatte über die Konstituierung des Fachs Deutsch als Fremdsprache. Schneider-Verl. Hohengehren, Baltmannsweiler 1994, ISBN 3-87116-953-6.
- (Hrsg., mit Claudia Riemer): Einführung in die Didaktik des Unterrichts Deutsch als Fremdsprache mit Videobeispielen. Zwei Teile. Schneider-Verl. Hohengehren, Baltmannsweiler 1994, ISBN 3-87116-795-9.
- Spracherwerb durch Interaktion? Eine Einführung in die fremdsprachenerwerbsspezifische Diskursanalyse (= Bausteine Deutsch als Fremdsprache, Bd. 5). Schneider-Verl. Hohengehren, Baltmannsweiler 1995, ISBN 3-87116-984-6.
- (mit Axel Hemminghaus): Innovativ-alternative Lehrmethoden im Fremdsprachenunterricht. Eine annotierte Bibliographie bis 1997 (= Perspektiven Deutsch als Fremdsprache, Bd. 12). Schneider-Verl. Hohengehren, Baltmannsweiler 1999, ISBN 3-89676-145-5.
- (Mithrsg.): Deutsch als Fremdsprache - ein internationales Handbuch (= Handbücher zur Sprach- und Kommunikationswissenschaft, Bd. 19). de Gruyter, Berlin 2001, ISBN 978-3-11-013595-4.

Festschrift
- Karin Aguado/Claudia Riemer (Hrsg.): Wege und Ziele. Zur Theorie, Empirie und Praxis des Deutschen als Fremdsprache (und anderer Fremdsprachen). Festschrift für Gert Henrici zum 60. Geburtstag (= Perspektiven Deutsch als Fremdsprache, Bd. 15). Schneider-Verl. Hohengehren, Baltmannsweiler 2001, ISBN 3-89676-373-3 (Bibliographie Gert Henrici S. XIII-XXII).